# Rally Príncipe de Asturias de 1988
El Rally Príncipe de Asturias de 1988, oficialmente 25.º Rally Internacional Príncipe de Asturias, fue la vigésimo quinta edición, la 37 cita de la temporada 1988 del Campeonato de Europa de Rally y la séptima de la temporada 1988 del Campeonato de España de Rally. Se celebró del 16 al 18 de septiembre y contó con un itinerario de veinticinco tramos que sumaban un total de 302 km cronometrados.

## Itinerario
| Día   | Tramo | Nombre        |
| ----- | ----- | ------------- |
| Día 1 | TC1   | San Tirso     |
| Día 1 | TC2   | Santa Bárbara |
| Día 1 | TC3   | El Cordal     |
| Día 1 | TC4   | La Foz        |
| Día 1 | TC5   | San Tirso     |
| Día 1 | TC6   | Santa Bárbara |
| Día 1 | TC7   | El Cordal     |
| Día 1 | TC8   | La Foz        |
| Día 1 | TC9   | San Tirso     |
| Día 1 | TC10  | Santa Bárbara |
| Día 1 | TC11  | El Cordal     |
| Día 1 | TC12  | La Foz        |
| Día 2 | TC13  | Oviedo        |
| Día 2 | TC14  | Piloña        |
| Día 2 | TC15  | Moandi        |
| Día 2 | TC16  | Torre         |
| Día 2 | TC17  | Libardón      |
| Día 2 | TC18  | Piloña        |
| Día 2 | TC19  | Moandi        |
| Día 2 | TC20  | Torre         |
| Día 2 | TC21  | Libardón      |
| Día 2 | TC22  | Piloña        |
| Día 2 | TC23  | Moandi        |
| Día 2 | TC24  | Torre         |
| Día 2 | TC25  | Libardón      |

## Clasificación final
| Pos. | Piloto             | Copiloto             | Automóvil                  | Tiempo       | Diferencia |
| ---- | ------------------ | -------------------- | -------------------------- | ------------ | ---------- |
| 1.   | Alessandro Fiorio  | Luigi Pirollo        | Lancia Delta Integrale     | 3:54:1       | 0.0        |
| 2.   | Carlos Sainz       | Luis Moya            | Ford Sierra RS Cosworth    | 3:59:56      | +5:44      |
| 3.   | Beny Fernández     | José Luis Sala       | Opel Kadett GSI            | 4:07:22      | +13:10     |
| 4.   | Josep Arqué        | Álex Romaní          | Volkswagen Golf II GTi 16V | 4:08:34      | +14:22     |
| 5.   | Jesús Puras        | Tomás Aguado         | Ford Sierra RS Cosworth    | 4:09:07      | +14:5      |
| 6.   | Fernando Capdevila | Juan Luis Estévez    | BMW M3 E30                 | 4:09:55      | +15:43     |
| 7.   | Cele Foncueva      | Salvador Belzunces   | Renault 5 GT Turbo         | 4:14:39      | +20:27     |
| 8.   | José Piñón         | Antoni Enrique Prats | Renault 5 GT Turbo         | 4:15:54      | +21:42     |
| 9.   | Jesús Sáiz         | Javier Robledano     | Peugeot 205 GTI 1.9        | 4:17:47      | +23:35     |
| 10.  | Josep Alsina       | Josep María Ferrer   | Renault 5 GT Turbo         | 4:20:52 1:00 | +26:4      |